# امیلو ایزاگویره
امیلو ایزاگویره (اسپانیایی: Emilio Izaguirre‎؛ زاده ۱۰ مهٔ ۱۹۸۶) یک بازیکن فوتبال اهل هندوراس است.
وی همچنین در تیم‌های ملی فوتبال هند هندوراس بازی کرده‌است.